# Florence Devouard
Florence Devouard, nascuda Florence Jacqueline Sylvie Nibart el 10 de setembre de 1968 a Versalles, va ser la presidenta del consell d'administració de la Fundació Wikimedia entre octubre de 2006 i juliol de 2008, succeint a Jimmy Wales.

## Biografia
Nascuda a Versalles, Florence Devouard va créixer a Grenoble, va estudiar a Nancy i va residir a Anvers (Bèlgica) i a Tempe (Arizona).
Casada i amb tres fills, actualment viu a Malintrat, en l'àrea urbana de Clarmont d'Alvèrnia, municipi on ha estat escollida regidora el 9 de març 2008.
Es va diplomar en enginyeria agrònoma i de les indústries agroalimentàries a l'Escola Nacional Superior de Nancy (ENSAIA), i va cursar un màster (DEA) en genètica i biotecnologia. Ha estat treballant en investigació pública, sobretot a l'Institut nacional de recerca agronòmica (INRA) i en el Centre nacional de recerca científica (CNRS). Treballa llavors per a la concepció d'eines d'ajuda a la decisió per a l'agricultura durable.
El juny de 2004 va ser escollida membre del Consell d'Administració de la Fundació Wikimedia, i la primera vice-presidenta. L'octubre de 2004 va ser membre fundador de Wikimedia França. L'octubre de 2006 va ser elegida presidenta del Consell d'Administració en substitució de Jimmy Wales, fundador i primer president. El febrer de 2008 qualificava d'estúpida la política de «verificabilitat, no veracitat». El maig de 2008 va renunciar a presentar-se a la renovació i va ser substituïda per Michael Snow.
El 16 de maig de 2008 va ser nomenada cavaller de l'Orde Nacional del Mèrit. Des de llavors exerceix com a consultora independent sobre estratègia col·laborativa en línia, i ha estat nomenada membre del Consell Consultiu de la Fundació Wikimedia.

## Publicacions
- Amb Guillaume Paumier: Wikipédia : découvrir, utiliser, contribuer, Grenoble: Presses universitaires de Grenoble, 2009, ISBN 978-2-7061-1495-3